# Chevrolet small-block

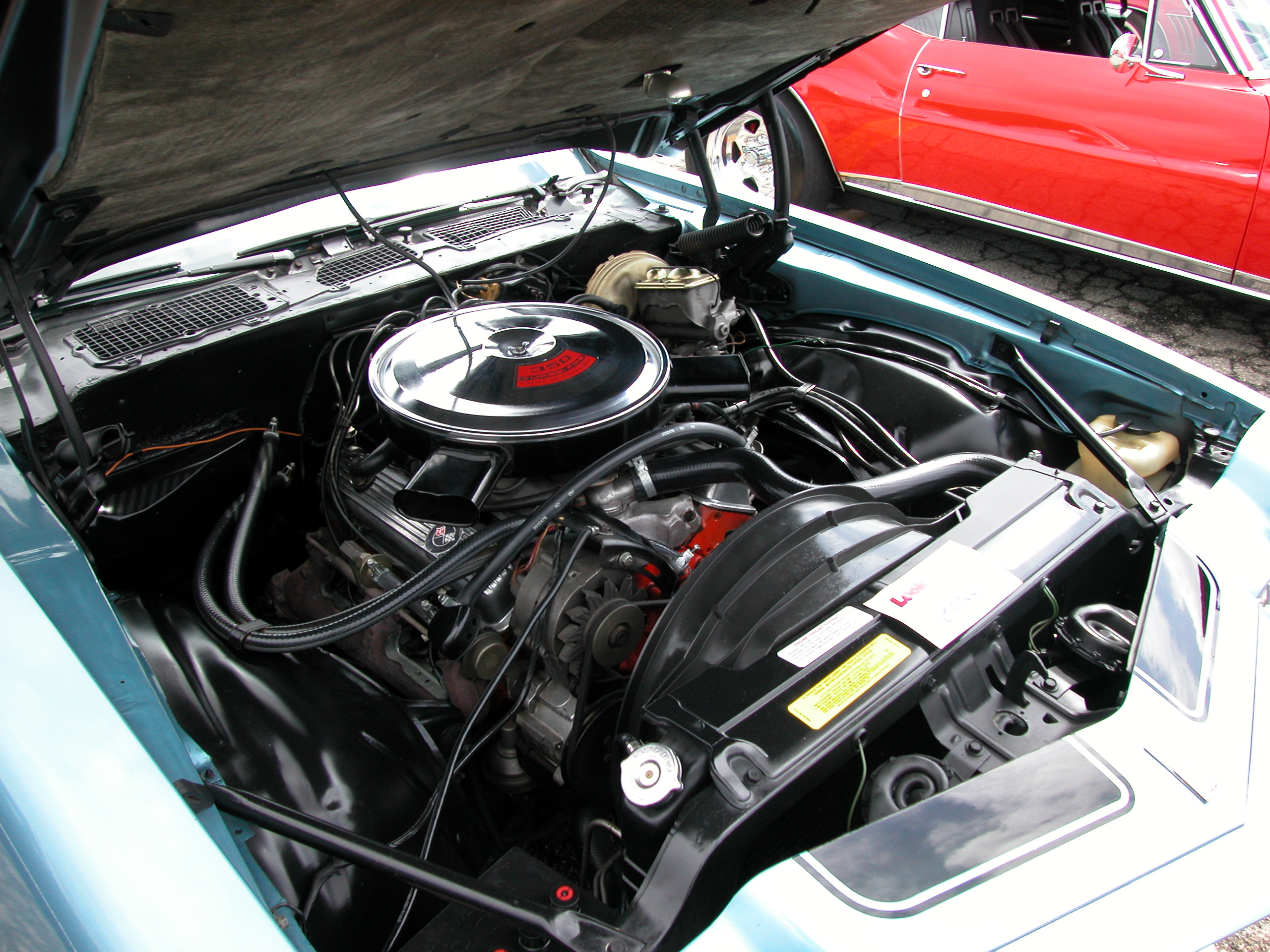
Chevrolet 350

Chevrolet small-block är en typ av (jämförelsevis) små V8-motorer tillverkade av Chevrolet. Samtliga motorer är bensindrivna toppventilmotorer med centralt placerad kamaxel. Den första motorn lanserades 1955. Flera motorvarianter med slagvolym mellan 262 och 400 kubiktum (4,29 och 6,55 liter) har tillverkats. För ett givet produktionsår av motorerna kunde man få sin Chevrolet med i stort sett vilken motor man ville, motorerna var alltså inte bundna till särskilda modeller utan kunde beställas som tillval. Chevrolet small-block är sannolikt världens mest tillverkade bilmotor med över 100 miljoner tillverkade motorer mellan 1954 och 2003. Motorn tillverkas fortfarande (2025) för eftermarknaden.

## 262 kubiktum
Denna motor har en cylinderdiameter på 3,67 tum och en slaglängd på 3,10 tum. Effekten var 110 hästkrafter och vridmomentet 180 Nm.
Den monterades i följande bilar:
- Chevrolet Monza (1975-1976)
- Chevrolet Nova (1975)
- Checker A11E (1980)

## 265 kubiktum
Motorn tillverkades mellan 1955 och 1957 med en slagvolym på 265 in³ (4,34 liter). Denna motor har en cylinderdiameter på 3,750 tum och en slaglängd på 3,00 tum med en kompression på 8,00:1. Effekten var mellan 162 och 240 hästkrafter.
Under det första tillverkningsåret år fanns inga motorfästen på sidorna. Det fanns inte heller något utrymme för att montera oljefilter på själva blocket, utan det fick monteras på termostathuset och var ett tillval.

## 283 kubiktum
Denna motor är en utveckling av 265, med större cylinderdiameter på 3,875 tum och en slaglängd på 3,00 tum. Den tillverkades mellan 1957 och 1967.

## 302 kubiktum
Motorn tillverkades bara under 3 år, 1967–1969, och satt monterad i Z/28 Camaro. Cylinderdiametern var 4,00 tum och slaglängden 3,00 tum

## 305 kubiktum
Denna motor har en borrning på 3,736 tum och en slaglängd på 3,48 tum. Den tillverkades mellan 1976 och 2002. 305:an monterades bland annat i följande bilmodeller:
- Chevrolet Camaro
- Chevrolet Caprice
- Pontiac Firebird
- GMC/Chevrolet C/K 1500 Serie Trucks/Vans

305 cui motorn är primärt designad för god bränsleekonomi.

## 307 kubiktum
Denna motor tillverkades mellan 1968 och 1973. Den har en borrning på 3,875 tum och en slaglängd på 3,25 tum. 307:an monterades bland annat i följande fordon:
- Chevrolet Chevelle
- Chevrolet Impala
- Chevrolet Camaro
- Chevrolet Caprice

## 327 kubiktum
Denna motor har en borrning på 4,00 tum och en slaglängd på 3,25 tum. Den tillverkades mellan 1962 och 1969. Motorn monterades bland annat i följande bilar:
- Chevrolet Camaro
- Chevrolet Impala 1967 SS
- Chevrolet Corvette
- Opel Diplomat 5,4

L30    327
275 hp V8 (327 cu. in.) 275hk @4800rpm. 327:an fanns även med 300 hp 350 och 375 hp Även en 327 cui motor med 235 hk fanns tillgänglig 1969, denna hade en snällare kam och något mindre förbränningsrum.

## 350 kubiktum
Denna motor lanserades 1967. Den har en borrning på 4,00 tum och en slaglängd på 3,48 tum. 350-motorn har bland annat monterats i följande fordon:
- Chevrolet Camaro
- Chevrolet Nova
- Chevrolet C/K Truck

## 400 kubiktum
- År:1970–1981
- Storlek: 400 cu in (6.6 L)
- Effekt: 150 hk (112 kW)-265 hk (198 kW)
- Borr och slag: 4.125 in × 3.75 in (104.8 mm × 95.2 mm)